# Olympische Geschichte Somalias
| Gelbes Symbol für Goldmedaillen mit stilisierten Olympischen Ringen | Graues Symbol für Silbermedaillen mit stilisierten Olympischen Ringen | Braundes Symbol für Bronzemedaillen mit stilisierten Olympischen Ringen |
| ------------------------------------------------------------------- | --------------------------------------------------------------------- | ----------------------------------------------------------------------- |
| —                                                                   | —                                                                     | —                                                                       |

Somalia, dessen NOK, das Guddiga Olimbikada Soomaaliyeed, 1959 gegründet und 1972 vom IOC anerkannt wurde, nahm erstmals 1972 an Olympischen Sommerspielen teil. 1976 und 1980 schloss sich Somalia den Boykottaufrufen zu den Spielen in Montreal und Moskau an. 1992 verzichtete man im Verlauf des Bürgerkrieges auf eine Teilnahme. Zu Winterspielen wurden bislang keine Athleten geschickt. Medaillen wurden bislang nicht gewonnen.

## Übersicht
Drei Leichtathleten bildeten die erste Olympiamannschaft Somalias bei den Spielen von München 1972. Erster Olympionike Somalias war der Mohamed Aboker, der am 31. August 1972 im 800-Meter-Lauf an den Start ging. Das Land folgte den Boykottaufrufen der afrikanischen Länder bzw. der USA und blieb den Spielen von Montreal 1976 und Moskau 1980 fern.
1984 in Los Angeles kehrte Somalia auf die olympische Bühne zurück. Erstmals konnten sich Teilnehmer für eine weitere Runde qualifizieren. Auch in Seoul 1988 bestand die Mannschaft nur aus Leichtathleten. Der Bürgerkrieg in Somalia war die Ursache, dass in Barcelona 1992 keine somalische Delegation teilnahm.
In Atlanta 1996 erreichte erstmals ein somalischer Athlet ein Finale. Abdi Bile belegte im Finalrennen über 5000 Meter Platz 6. 2000 in Sydney nahm mit der 400-Meter-Läuferin Safia Abukar Hussein erstmals eine somalische Frau an Olympischen Spielen teil. In allen folgenden Sommerspielen wurden nur jeweils zwei Athleten, jeweils ein Mann und eine Frau, entsandt. Alle blieben erfolglos. Bei den Spielen in Tokio war der Boxer Ramla Ali der erste Athlet aus Somalia, der nicht in der Leichtathletik startete.

## Übersicht der Teilnehmer

### Sommerspiele
| Jahr      | Athleten           | Athleten           | Athleten           | Sportarten         | Sportarten         | Medaillen          | Medaillen          | Medaillen          | Medaillen          | Medaillen          |
| Jahr      | Gesamt             |                    |                    |                    |                    |                    |                    |                    | Medaillen – Gesamt | Rang               |
| --------- | ------------------ | ------------------ | ------------------ | ------------------ | ------------------ | ------------------ | ------------------ | ------------------ | ------------------ | ------------------ |
| 1896–1968 | nicht teilgenommen | nicht teilgenommen | nicht teilgenommen | nicht teilgenommen | nicht teilgenommen | nicht teilgenommen | nicht teilgenommen | nicht teilgenommen | nicht teilgenommen | nicht teilgenommen |
| 1972      | 16                 | 3                  | 0                  |                    | 3                  |                    |                    |                    |                    |                    |
| 1976–1980 | nicht teilgenommen | nicht teilgenommen | nicht teilgenommen | nicht teilgenommen | nicht teilgenommen | nicht teilgenommen | nicht teilgenommen | nicht teilgenommen | nicht teilgenommen | nicht teilgenommen |
| 1984      | 7                  | 7                  | 0                  |                    | 7                  |                    |                    |                    |                    |                    |
| 1988      | 5                  | 5                  | 0                  |                    | 5                  |                    |                    |                    |                    |                    |
| 1992      | nicht teilgenommen | nicht teilgenommen | nicht teilgenommen | nicht teilgenommen | nicht teilgenommen | nicht teilgenommen | nicht teilgenommen | nicht teilgenommen | nicht teilgenommen | nicht teilgenommen |
| 1996      | 4                  | 4                  | 0                  |                    | 4                  |                    |                    |                    |                    |                    |
| 2000      | 2                  | 1                  | 1                  |                    | 2                  |                    |                    |                    |                    |                    |
| 2004      | 2                  | 1                  | 1                  |                    | 2                  |                    |                    |                    |                    |                    |
| 2008      | 2                  | 1                  | 1                  |                    | 2                  |                    |                    |                    |                    |                    |
| 2012      | 2                  | 1                  | 1                  |                    | 2                  |                    |                    |                    |                    |                    |
| 2016      | 2                  | 1                  | 1                  |                    | 2                  |                    |                    |                    |                    |                    |
| 2020      | 2                  | 1                  | 1                  | 1                  | 1                  |                    |                    |                    |                    |                    |
| 2024      | 1                  | 1                  | 0                  |                    | 1                  |                    |                    |                    |                    |                    |
| Gesamt    | Gesamt             | Gesamt             | Gesamt             | Gesamt             | Gesamt             | 0                  | 0                  | 0                  | 0                  |                    |

### Winterspiele
| Jahr      | Athleten           | Athleten           | Athleten           | Sportarten         | Medaillen          | Medaillen          | Medaillen          | Medaillen          | Medaillen          |
| Jahr      | Gesamt             |                    |                    | Sportarten         |                    |                    |                    | Medaillen – Gesamt | Rang               |
| --------- | ------------------ | ------------------ | ------------------ | ------------------ | ------------------ | ------------------ | ------------------ | ------------------ | ------------------ |
| 1924–2022 | nicht teilgenommen | nicht teilgenommen | nicht teilgenommen | nicht teilgenommen | nicht teilgenommen | nicht teilgenommen | nicht teilgenommen | nicht teilgenommen | nicht teilgenommen |
| Gesamt    | Gesamt             | Gesamt             | Gesamt             | Gesamt             | 0                  | 0                  | 0                  | 0                  |                    |

## Liste der Medaillengewinner

### Goldmedaillen
Bislang (Stand 2024) keine Goldmedaillen.

### Silbermedaillen
Bislang (Stand 2024) keine Silbermedaillen.

### Bronzemedaillen
Bislang (Stand 2024) keine Bronzemedaillen.